# بازيليسك روكو
بازيليسك روكو هي تجربة فكرية تنص على أن نوعا من الذكاء الاصطناعي الخارق في المستقبل سوف يقوم ببدأ محاكاة للواقع الافتراضي من أجعل إعادة إنشاء و تعذيب أي شخص قد عرف بوجوده المحتمل ولكنه لم يساهم بشكل مباشر في تقدمه وتطوره. نشأت الفكرة أول مرة في منشور عام 2010 في إحدى المنتديات  يُشتق اسم التجربة الفكرية من صاحب المقال (روكو) والبازيليسك ، وهو مخلوق من الأساطير الأوروبية قادر على تدمير الأعداء بنظراته.
في حين تم رفض النظرية في البداية على أنها لا شيء سوى تخمين أو تكهنات من قبل العديد من المستخدمين ، أبلغ المؤسس المشارك لـلمنتدى أن بعض المستخدمين أصيبوا بأعراض مثل الكوابيس والانهيارات الذهنية عند قراءة النظرية ، بسبب أن معرفة النظرية وخصائصها (مثل قراءة هذا المقال) جعل المرء عرضة لإنتقام البازيليسك.